# Dětřichov u Moravské Třebové
Dětřichov u Moravské Třebové (deutsch Dittersdorf) ist eine Gemeinde in Tschechien. Sie liegt fünf Kilometer nordöstlich von Moravská Třebová und gehört zum Okres Svitavy.

## Geographie
Dětřichov befindet sich im Süden der Lanškrounská kotlina (Landskroner Kessel) im Adlergebirgsvorland. Durch das Dorf fließt der Bílý Potok, ein linker Zufluss der Třebůvka. Westlich erhebt sich die Dubina (Eichwald; 553 m) und im Osten die Bučina (556 m).
Nachbarorte sind Třebařov im Norden, Petrušov im Nordosten, Svojanov und Prklišov im Osten, Borušov und Gruna im Südosten, Linhartice im Süden, Moravská Třebová und Bílá Studně im Südwesten sowie Staré Město im Westen.

## Geschichte
Die erste urkundliche Erwähnung des Dorfes erfolgte 1321, als der Besitzer der Herrschaft Třebová, Boreš III., den Ort an seinen Freund Tyl von Cigenfus schenkte. Boreš Nachfolger kauften das Dorf zurück und teilten es dem Spital in Třebová zu. 1350 erfolgte eine Teilung des Dorfes, die Altstädter Gasse wurde dabei abgetrennt. 1440 wurde das Dorf nach Altstadt gepfarrt. Dittersdorf blieb bis zur Aufhebung der Patrimonialherrschaften zur Herrschaft Mährisch Trübau zugehörig. Ab 1850 gehörte das Dorf zum Bezirk Moravská Třebová. Zum Ende des 19. Jahrhunderts war Dittersdorf neben Dětřichov auch Mostečná als tschechischer Ortsname gebräuchlich. 1930 lebten in Dittersdorf 429 Menschen.
Nach dem Münchner Abkommen wurde das fast ausschließlich von Deutschen bewohnte Dorf dem Deutschen Reich zugeschlagen. Zwischen 1939 und 1945 war Dittersdorf Teil des Landkreises Mährisch Trübau. Während der Zeit des Nationalsozialismus entstand bei Dittersbach ein Konzentrationslager für schwangere Frauen. Die aus Polen, Russland und der Ukraine stammen Häftlinge mussten in der Landwirtschaft arbeiten. 1955 entstand am Standort des Lagers ein nationales Denkmal.
Nach der Auflösung des Okres Moravská Třebová kam Dětřichov mit Beginn des Jahres 1961 zum Okres Svitavy. Am 1. Jänner 1976 erfolgte die Eingemeindung nach Staré Město, seit dem 1. September 1990 besteht die Gemeinde Dětřichov u Moravské Třebové wieder.

## Gemeindegliederung
Für die Gemeinde Dětřichov sind keine Ortsteile ausgewiesen. Zu Dětřichov gehört die Ortslage Ulice (Altstädter Gasse).

## Sehenswürdigkeiten
- Kapelle der Hl. Anna
- sechs Steinkreuze
- Nationales Denkmal der Opfer des Nationalsozialismus, errichtet 1955 am Standort des Konzentrationslagers in einem Waldstück südöstlich des Dorfes